# Medinilla danumensis
Medinilla danumensis är en tvåhjärtbladig växtart som beskrevs av Regalado. Medinilla danumensis ingår i släktet Medinilla och familjen Melastomataceae. Inga underarter finns listade i Catalogue of Life.